# Magister
Magister (en llatí plural magistri, literalment "mestre") era una paraula derivada de mag-is i mag-nus, que s'aplicava a Roma a les persones especialment notables o destres en el seu ofici o activitat. El jurista Juli Paulus Prudentíssim el defineix així: «S'anomenen mestres els qui tenen la principal preocupació fixada en el coneixement, i els que dediquen més atenció i expliquen aquelles coses que coneixen»
Els principals magistri s'anomenaven:
- magister admissionum, o admissionales, els que admetien les persones a les audiències.
- magister armorum que s'anomenava també magister militum.
- magister auctionis, els encarregats de les subhastes.
- magister augustalis o larum Augustorum, els Augustals.
- magister bibendi, els que dirigien el Simpòsium.
- magister collegii el que presidia un col·legi professional o corporació.
- magister a censibus o praepositus a censibus era un funcionari que examinava les qualificacions de les persones que demanaven ser inscrites entre els cavallers.
- magister collegium el president d'un col·legi o corporació.
- magister epistolarum o ab epistolis, secretari encarregat de la correspondència de l'emperador.
- magister equitum, mestre de la cavalleria i lloctinent dels dictadors de la República.
- magister fani, era nomenat cada any pels duumvirs de les colònies o dels municipis per organitzar les cerimònies dels temples i els sacrificis que s'hi realitzaven. Eren equivalents a l'aedituus ('guardià d'un temple') a Roma.
- magister libellorum, era l'encarregat de llegir i contestar les peticions a l'emperador. En una inscripció se'ls anomena Magister Libellorum et Cognitionum Sacrarum, 'mestre dels llibres i dels coneixements sagrats'.
- magister memoriae, oficial encarregat de rebre les decisions imperials i comunicar-les al públic o a les persones interessades.
- magister militum, cap de l'exèrcit. Eren dos, i Constantí els va confiar el comandament de tots els exèrcits de l'Imperi. Un manava la cavalleria, i l'altre la infanteria. A més del títol de magistri militum, els anomenaven Magistri armorum, equitum et peditum, utriusque militiae ('mestres de les armes, els cavallers i els infants i tota altra classe de militars')
- magister navis, amb comandament sobre la flota.
- magister officiorum, era un oficial d'alt rang a la cort imperial, que supervisava totes les audiències amb l'emperador, i tenia una àmplia jurisdicció sobre oficials civils i els militars.
- magister populi, equivalent a dictador.
- magister scriniorum, era l'encarregat de tota la documentació pública i privada de l'emperador.
- magister societatis, president d'alguna de les societats o companyies formades pels equites per cobrar les taxes imperials.
- magister vicorum, el magistrat que dirigia els vici o vicus, instituïts per August, l'any 7 aC, quan va dividir la ciutat en 14 regions i 265 vici, i va assignar 4 magistri vicorum a cada un dels vicus. Tenien també una funció religiosa, presidir les Compitàlia que se celebraven cada any en honor als lares compitales.[1]